# Relações entre Geórgia e Rússia
A relação entre a Rússia e a Geórgia são as relações internacionais estabelecidas entre esses dois países da Europa e Ásia. As fronteiras que delimitam os países estão na região do Cáucaso. Após a independência da Ossétia do Sul e da Abecásia (ambas regiões separatistas pertencentes a Geórgia que estão situadas na fronteira com a Rússia), com seu posterior reconhecimento pela Rússia, as relações entre russos e georgianos deterioraram-se. Várias guerras ocorreram entre esses dois países, principalmente devido ao envolvimento russo no conflito georgiano-osseta e no conflito georgiano-abecásio.
Após a eleição de Mikhail Saakashvili, como presidente da Geórgia, o país tomou uma posição pró-estadunidense, e em várias ocasiões a Rússia e a Geórgia confrontaram-se militarmente. Principalmente com ataques contra a Ossétia do Sul, uma região pró-Rússia.
Após um período sem qualquer forma de diálogo entre os dois países, a Rússia propôs adotar relações internacionais com a Geórgia em 2 de março de 2012. No entanto, os georgianos recusaram-se a restaurar as relações com Moscou, já que os russos reconhecem a Abecásia e a Ossétia do Sul como independentes. Além disso, os russos possuem bases militares que estão localizadas nas regiões separatistas georgianas, na Ossétia do Sul e na Abecásia.

## História
Os contatos entre a Rússia e a Geórgia datam dos séculos XV e XVI, e o estágio mais importante começou na década de 1580, quando o reino georgiano de Caquécia e o Império Russo assinaram um tratado de aliança em 1587. As relações entre os dois países desenvolveram-se intensamente e culminaram no Tratado de Georgievsk, que estabeleceu o leste da Geórgia como protetorado da Rússia. Naquela época, a Geórgia via a Rússia como um poderoso vizinho cristão e modernizador, capaz de proteger a Geórgia de impérios muçulmanos invasores e de incursores do Cáucaso do Norte.
Embora a Rússia tenha ajudado a Geórgia a repelir as invasões do Cáucaso do Norte, ela não conseguiu proteger a Geórgia quando a Pérsia invadiu em 1795. Mais tarde, Catarina, a Grande, impôs medidas punitivas contra a Pérsia, mas elas foram interrompidas por sua morte. Em 1800, o Imperador Paulo I assinou uma proclamação sobre a incorporação da Geórgia oriental ao Império Russo, que foi finalizada no ano seguinte pelo Czar Alexandre I. Isso foi seguido pela anexação pela Rússia dos reinos e principados georgianos ocidentais e sua incorporação ao Império Russo, a saber, o Reino de Imereti em 1810, o Principado de Guria em 1829, o Principado de Svaneti em 1858 e o Principado de Mingrelia em 1867.
A incorporação ao império pôs fim às invasões muçulmanas e trouxe paz à Geórgia. O Império Russo pôs fim ao comércio de escravos pelos otomanos no oeste da Geórgia, o que salvou a população da Geórgia, já em declínio, de uma catástrofe demográfica. Também proporcionou à Geórgia meios para um renascimento cultural, como o Teatro Imperial de Tíflis, inaugurado em 1852 e que revitalizou a tradição teatral georgiana, há muito abandonada. Intelectuais georgianos prosseguiram sua educação nas universidades de Moscou e São Petersburgo e trouxeram novas ideias para a Geórgia. Entretanto, a perda de soberania e a abolição do status autocéfalo da Igreja Ortodoxa Georgiana, juntamente com a política de russificação, deram origem ao descontentamento público e rebeliões. Como resultado das guerras russo-turcas de 1828-1829 e 1877-1878, a Rússia conquistou dos otomanos as províncias históricas do sul da Geórgia, como Adjara e Mesquécia.